# 林海峰是但噏系列
林海峰是但噏系列，香港棟篤笑，目前共有七輯，由商業電台DJ林海峰主持。

## 棟篤笑系列

### 林海峰是但噏發花癲
2005年，於灣仔伊利沙伯體育館舉行，本棟篤笑為林海峰第一次的表演，與及是林海峰是但噏系列的第一輯。

### 林海峰是但噏踎低噴飯
2006年中，於灣仔香港會議展覽中心舉行，本棟篤笑為林海峰第二次的表演，與及是林海峰是但噏系列的第二輯。「林海峰是但噏踎低噴飯」的吉祥物是「Lamb Bear」。
「踎低噴飯」一詞來自英語「Monty Python」（又譯「蒙提巨蟒」），是英國一個六人喜劇團體，他們演出的電視喜劇系列《Monty Python and the Flying Circus》在1970年代曾風靡全球。

### 林海峰是但噏求其大合唱
2008年2月，於紅磡香港體育館舉行4場，本棟篤笑為林海峰第三次的表演，與及是林海峰是但噏系列的第三輯。由於反應熱烈，決定在2008年5月於紅館加開5場《林海峰是但噏求其大合唱Part2》，而尾場為四川地震籌款，名為《林海峰是但噏祈求大合唱》
「林海峰是但噏求其大合唱 Part 2」的吉祥物是「Lamb Two 林兔」，因為兔耳形狀似２字手勢，而「兔」亦跟 Two 近音。

### 林海峰是但噏我願意
2009年9月17至22及26日在紅磡香港體育館舉行，本棟篤笑為林海峰第四次的表演，與及是林海峰是但噏系列的第四輯。本次棟篤笑表演的吉祥物是木偶Lambido（Lamb I Do的意思）

### 林海峰是但噏我好驚
2011年10月17日在紅磡香港體育館舉行，共6場。是林海峰是但噏系列的第五輯。

### 林海峰是但噏廣東話
《麥當勞Sunny Side噏林海峰是但噏廣東話》，2016年7月8日–13日在紅磡香港體育館舉行，共6場。本次是林海峰是但噏系列的第六輯。

### 林海峰是但噏Happy Monday 2019
2019年9月19日 - 25日 (共7場) 在紅磡香港體育館舉行。本次是林海峰是但噏系列的第七輯。

## 外部連結
- 林海峰是但噏求其大合唱官方網頁